# الليثي ناصف
الفريق محمد الليثي ناصف ( 1922- 24 أغسطس 1973 ) هو مؤسس الحرس الجمهوري المصري وأول قائد له. ساند الرئيس محمد أنور السادات في القضاء على مراكز القوى حيث قام بإلقاء القبض على خصوم السادات من كبار القيادات والمسؤولين في الدولة. فيما عرف بثورة التصحيح في 15 مايو 1971.

## وفاته
توفي بظروف غامضة بتاريخ 24 أغسطس 1973. أثناء وجوده مع أسرته بالعاصمة البريطانية لندن لتلقي العلاج بعد سقوطه بطريقة غريبة من شرفة الشقة التي كان يقطنها في بناية ستوارت تاور بمنطقة ميدا ڤيل غرب لندن من الطابق الحادي عشر (هو نفس البرج التي سقطت منه الفنانة سعاد حسني عام 2001).